# Rio Arama (Bistrița)
Rio Arama é um rio da Romênia afluente do rio Bistrița, localizado no distrito de Suceava.